# Sarpsborg 08 Fotballforening 2015
Questa voce raccoglie le informazioni riguardanti il Sarpsborg 08 Fotballforening nelle competizioni ufficiali della stagione 2015.

## Stagione
Al termine del campionato 2014, Brian Deane ha lasciato l'incarico di allenatore del Sarpsborg 08. Il 23 ottobre 2014, Geir Bakke è stato presentato come nuovo allenatore della squadra, a partire dal 1º gennaio 2015. La squadra ha chiuso all'11º posto in classifica, arrivando inoltre in finale del Norgesmesterskapet 2015, persa per 2-0 contro il Rosenborg.
Bojan Zajić è stato il calciatore più utilizzato in stagione con 34 presenze, divise tra campionato e coppa. Zajić è stato anche il miglior marcatore, con 8 reti tra campionato e coppa.

## Maglie e sponsor
Lo sponsor tecnico per la stagione 2015 è stato Legea, mentre lo sponsor ufficiale è stato Borregaard. La divisa casalinga era composta da una maglietta blu con una striscia verticale bianca sul petto, pantaloncini e calzettoni bianca. Quella da trasferta era invece costituita da una maglia verde, con pantaloncini e calzettoni neri.
| Casa | Trasferta |

## Rosa
| N. |                        | Ruolo | Calciatore         |
| -- | ---------------------- | ----- | ------------------ |
| 1  | Danimarca (bandiera)   | P     | Lasse Heinze       |
| 3  | Norvegia (bandiera)    | D     | Andreas Nordvik    |
| 4  | Norvegia (bandiera)    | D     | Kjetil Berge       |
| 5  | Norvegia (bandiera)    | C     | Olav Øby           |
| 6  | Norvegia (bandiera)    | C     | Anders Trondsen    |
| 7  | Norvegia (bandiera)    | A     | Martin Wiig        |
| 8  | Nigeria (bandiera)     | A     | Onyekachi Ugwuadu  |
| 8  | Estonia (bandiera)     | A     | Henrik Ojamaa      |
| 10 | Paesi Bassi (bandiera) | C     | Barry Maguire      |
| 10 | Svezia (bandiera)      | C     | Liridon Kalludra   |
| 11 | Norvegia (bandiera)    | C     | Kristoffer Tokstad |
| 13 | Norvegia (bandiera)    | D     | Ole Heieren Hansen |
| 14 | Norvegia (bandiera)    | A     | Badr Rahhaoui      |
| 15 | Norvegia (bandiera)    | D     | Sigurd Rosted      |
| 16 | Norvegia (bandiera)    | D     | Joachim Thomassen  |
| 17 | Danimarca (bandiera)   | C     | Steffen Ernemann   |
| 19 | Algeria (bandiera)     | D     | Habib Bellaïd      |
| 20 | Norvegia (bandiera)    | C     | Simen Brenne       |
| 21 | Danimarca (bandiera)   | A     | Oliver Feldballe   |

| N. |                        | Ruolo | Calciatore                 |
| -- | ---------------------- | ----- | -------------------------- |
| 22 | Danimarca (bandiera)   | D     | Claes Kronberg             |
| 23 | Norvegia (bandiera)    | C     | Tom Erik Breive            |
| 24 | Norvegia (bandiera)    | C     | Amani Mbedule              |
| 25 | Norvegia (bandiera)    | P     | Viktor Kristiansen         |
| 26 | Norvegia (bandiera)    | D     | Martin Thømt Jensen        |
| 27 | Giamaica (bandiera)    | P     | Duwayne Kerr               |
| 28 | Ungheria (bandiera)    | A     | Péter Kovács               |
| 29 | Norvegia (bandiera)    | D     | Alexander Groven           |
| 36 | Serbia (bandiera)      | C     | Bojan Zajić                |
| 40 | Norvegia (bandiera)    | P     | Markus Stige               |
| 41 | Norvegia (bandiera)    | A     | Tobias Heintz              |
| 42 | Norvegia (bandiera)    | D     | Aleksander Bjørnvåg        |
| 42 | Norvegia (bandiera)    | C     | Magnus Hart                |
| 43 | Norvegia (bandiera)    | C     | Thomas Herskedal Torgersen |
| 44 | Norvegia (bandiera)    | C     | Leonard Getz               |
| 45 | Stati Uniti (bandiera) | P     | Quentin Westberg           |
| 69 | Danimarca (bandiera)   | A     | Patrick Mortensen          |
| 77 | Etiopia (bandiera)     | C     | Amin Askar                 |
| 92 | Norvegia (bandiera)    | C     | Kamer Qaka                 |

## Calciomercato

### Sessione invernale(dal 01/01 al 31/03)
| Arrivi | Arrivi           | Arrivi          | Arrivi     |
| R.     | Nome             | da              | Modalità   |
| ------ | ---------------- | --------------- | ---------- |
| P      | Quentin Westberg |                 | svincolato |
| D      | Sigurd Rosted    | Kjelsås         | definitivo |
| C      | Amin Askar       | Brann           | prestito   |
| C      | Liridon Kalludra | Kristiansund BK | definitivo |
| C      | Kamer Qaka       | Hønefoss        | definitivo |
| C      | Anders Trondsen  | Stabæk          | definitivo |
| A      | Henrik Ojamaa    | Legia Varsavia  | prestito   |

| Partenze | Partenze              | Partenze     | Partenze      |
| R.       | Nome                  | a            | Modalità      |
| -------- | --------------------- | ------------ | ------------- |
| P        | Gudmund Kongshavn     | Vålerenga    | fine prestito |
| P        | Christian Sukke       | Sogndal      | prestito      |
| D        | Jérémy Berthod        |              | ritiro        |
| D        | Jérôme Polenz         |              | svincolato    |
| D        | Brice Wembangomo      | Kvik Halden  | prestito      |
| C        | Guðmundur Þórarinsson | Nordsjælland | definitivo    |
| C        | Gagandeep Singh Lally | Ullern       | prestito      |
| A        | Jorge Castro          | Start        | fine prestito |

### Tra le due sessioni
| Arrivi | Arrivi        | Arrivi | Arrivi     |
| R.     | Nome          | da     | Modalità   |
| ------ | ------------- | ------ | ---------- |
| D      | Habib Bellaïd |        | svincolato |
| C      | Simen Brenne  |        | svincolato |

| Partenze | Partenze | Partenze | Partenze |
| R.       | Nome     | a        | Modalità |
| -------- | -------- | -------- | -------- |

### Sessione estiva(dal 22/07 al 18/08)
| Arrivi           | Arrivi            | Arrivi       | Arrivi        |
| R.               | Nome              | da           | Modalità      |
| ---------------- | ----------------- | ------------ | ------------- |
| P                | Lasse Heinze      | Midtjylland  | prestito      |
| D                | Alexander Groven  | Hønefoss     | definitivo    |
| C                | Amani Mbedule     | Trosvik      | definitivo    |
| A                | Péter Kovács      | Strømsgodset | definitivo    |
| A                | Patrick Mortensen |              | svincolato    |
| A                | Onyekachi Ugwuadu | Gee Lec IFA  | definitivo    |
| Altre operazioni |                   |              |               |
| R.               | Nome              | da           | Modalità      |
| P                | Christian Sukke   | Sogndal      | fine prestito |

| Partenze | Partenze         | Partenze        | Partenze      |
| R.       | Nome             | a               | Modalità      |
| -------- | ---------------- | --------------- | ------------- |
| P        | Christian Sukke  | Ullensaker/Kisa | prestito      |
| P        | Quentin Westberg | Tours           | definitivo    |
| C        | Liridon Kalludra | Kristiansund BK | definitivo    |
| C        | Olav Øby         | Follo           | prestito      |
| A        | Oliver Feldballe | Fredericia      | definitivo    |
| A        | Henrik Ojamaa    | Legia Varsavia  | fine prestito |
| A        | Badr Rahhaoui    | Kvik Halden     | prestito      |

### Dopo la sessione estiva
| Arrivi | Arrivi        | Arrivi | Arrivi     |
| R.     | Nome          | da     | Modalità   |
| ------ | ------------- | ------ | ---------- |
| C      | Barry Maguire |        | svincolato |

| Partenze | Partenze | Partenze | Partenze |
| R.       | Nome     | a        | Modalità |
| -------- | -------- | -------- | -------- |

## Risultati

### Eliteserien

#### Girone di andata
| Arbitro: | Hobber Nilsen (Oslo) |

|  |           |                    |
|  | Marcatori | 54’ Heieren Hansen |

| Arbitro: | Hagen (Grue) |

|             |           |           |
| Nordvik 66’ | Marcatori | 68’ Zahid |

| Arbitro: | Skjerven (Kaupanger) |

|                    |           |  |
| Normann Hansen 64’ | Marcatori |  |

| Arbitro: | Johansen (Brevik) |

|                                 |           |                                            |
| Heieren Hansen 20’ Ernemann 52’ | Marcatori | 22’ (rig.) Azemi 75’ (aut.) Heieren Hansen |

| Arbitro: | Hobber Nilsen (Oslo) |

|                            |           |  |
| Thømt Jensen 20’ Askar 34’ | Marcatori |  |

| Arbitro: | Hafsås (Trondheim) |

|            |           |             |
| Fossum 23’ | Marcatori | 16’ Tokstad |

| Arbitro: | Døvle (Larvik) |

|                                          |           |  |
| Heieren Hansen 10’ Nordvik 63’ Zajić 81’ | Marcatori |  |

| Arbitro: | Kjensli (Oslo) |

|                           |           |                                   |
| James 56’ Orry Larsen 86’ | Marcatori | 30’ (aut.) Grytebust 90’ Kalludra |

| Arbitro: | Edvartsen (Hamar) |

|              |           |                                                |
| Trondsen 90’ | Marcatori | 19’ (aut.) Ernemann 50’ Andersson 90’ Krogstad |

| Arbitro: | Kjensli (Oslo) |

|                  |           |                      |
| Vilhjálmsson 69’ | Marcatori | 65’ Tokstad 86’ Wiig |

| Arbitro: | Johansen (Brevik) |

|  |           |              |
|  | Marcatori | 68’ Diomandé |

| Arbitro: | Hansen (Feda) |

|                    |           |           |
| Gauseth 24’ (rig.) | Marcatori | 87’ Zajić |

| Arbitro: | Edvartsen (Hamar) |

|  |           |                        |
|  | Marcatori | 40’ Helland 66’ Jensen |

| Arbitro: | Hobber Nilsen (Oslo) |

|                                 |           |             |
| Berisha 36’, 58’ Böðvarsson 54’ | Marcatori | 42’ Nordvik |

| Arbitro: | Skjerven (Kaupanger) |

|           |           |                                  |
| Zajić 90’ | Marcatori | 7’, 57’, 90’ Kamara 21’ Svendsen |

#### Girone di ritorno
| Bekkestua 12 luglio 2015, ore 15:30 16ª giornata | Stabæk           | 0 – 0 referto | Sarpsborg 08 | Nadderud Stadion (3.298 spett.)\| Arbitro: \| Moen (Haugesund) \| |
| Arbitro:                                         | Moen (Haugesund) |               |              |                                                                   |

| Arbitro: | Edvartsen (Hamar) |

|                          |           |                       |
| Kovács 42’ Mortensen 64’ | Marcatori | 57’ Sosseh 90’ Sundli |

| Arbitro: | Døvle (Larvik) |

|                                       |           |                            |
| Midtsjø 51’ Helland 59’ Søderlund 84’ | Marcatori | 44’ Mortensen 65’ Ernemann |

| Arbitro: | Kjensli (Oslo) |

|  |           |                                     |
|  | Marcatori | 43’ (rig.) Danielsen 81’ Böðvarsson |

| Molde 15 agosto 2015, ore 15:30 20ª giornata | Molde          | 0 – 0 referto | Sarpsborg 08 | Aker Stadion (8.157 spett.)\| Arbitro: \| Gya (Egersund) \| |
| Arbitro:                                     | Gya (Egersund) |               |              |                                                             |

| Arbitro: | Hansen (Feda) |

|                         |           |                  |
| Zajić 10’ Wiig 20’, 54’ | Marcatori | 65’ (rig.) James |

| Arbitro: | Moen (Haugesund) |

|                            |           |           |
| Sørloth 38’, 89’ Olsen 88’ | Marcatori | 61’ Zajić |

| Arbitro: | Johansen (Brevik) |

|                                   |           |              |
| Mortensen 3’ Tokstad 16’ Wiig 68’ | Marcatori | 78’ Børufsen |

| Arbitro: | Eskås (Oslo) |

|            |           |             |
| Stølås 27’ | Marcatori | 87’ Maguire |

| Arbitro: | Rafiq (Oslo) |

|           |           |             |
| Diouf 13’ | Marcatori | 90’ Ugwuadu |

| Arbitro: | Gya (Egersund) |

|           |           |                                                              |
| Askar 53’ | Marcatori | 18’, 56’ Wikheim 37’ Storflor 49’ Fossum 85’ Jradi 86’ Sørum |

| Arbitro: | Skjerven (Kaupanger) |

|                                          |           |            |
| Ómarsson 32’ Zahid 35’ Fredheim Holm 57’ | Marcatori | 51’ Groven |

| Arbitro: | Berntsen (Vang) |

|          |           |  |
| Wiig 55’ | Marcatori |  |

| Arbitro: | Eskås (Oslo) |

|                                           |           |                  |
| Friday 49’ Kind Mikalsen 74’ Knudtzon 90’ | Marcatori | 90’ (rig.) Zajić |

| Arbitro: | Berntsen (Vang) |

|                                 |           |            |
| Ugwuadu 57’ Ernemann 90’ (rig.) | Marcatori | 62’ Sellin |

### Norgesmesterskapet
| Arbitro: | Jonsson Trædal |

|  |           |                                             |
|  | Marcatori | 39’, 56’ Ojamaa 42’ (rig.) Breive 70’ Askar |

| Arbitro: | Medic |

|  |           |                            |
|  | Marcatori | 6’, 41’ Zajić 66’ Kalludra |

| Arbitro: | Hansen |

|  |           |                       |
|  | Marcatori | 26’ Trondsen 73’ Qaka |

| Arbitro: | Skjerven (Kaupanger) |

|                        |                      |                            |
| Larsen Demidov Hansson | Tiri di rigore 1 – 4 | Ernemann Øby Askar Bellaïd |

| Arbitro: | Johnsen (Tønsberg) |

|                    |           |                    |
| Mortensen 14’, 47’ | Marcatori | 6’ (aut.) Trondsen |

| Arbitro: | Hafsås (Trondheim) |

|  |           |               |
|  | Marcatori | 98’ Mortensen |

| Arbitro: | Johnsen (Tønsberg) |

|                        |           |  |
| Helland 22’ Jensen 40’ | Marcatori |  |

## Statistiche

### Statistiche di squadra
| Competizione       | Punti | In casa | In casa | In casa | In casa | In casa | In casa | In trasferta | In trasferta | In trasferta | In trasferta | In trasferta | In trasferta | Totale | Totale | Totale | Totale | Totale | Totale | DR  |
| Competizione       | Punti | G       | V       | N       | P       | Gf      | Gs      | G            | V            | N            | P            | Gf           | Gs           | G      | V      | N      | P      | Gf     | Gs     | DR  |
| ------------------ | ----- | ------- | ------- | ------- | ------- | ------- | ------- | ------------ | ------------ | ------------ | ------------ | ------------ | ------------ | ------ | ------ | ------ | ------ | ------ | ------ | --- |
| Eliteserien        | 34    | 15      | 6       | 3       | 6       | 22      | 26      | 15           | 2            | 7            | 6            | 15           | 23           | 30     | 8      | 10     | 12     | 37     | 49     | -12 |
| Norgesmesterskapet | -     | 1       | 1       | 0       | 0       | 2       | 1       | 6            | 4            | 1            | 1            | 10           | 1            | 7      | 5      | 1      | 1      | 12     | 2      | +10 |
| Totale             | -     | 16      | 7       | 3       | 6       | 24      | 27      | 21           | 6            | 8            | 7            | 25           | 24           | 37     | 13     | 11     | 13     | 49     | 51     | -2  |

### Statistiche dei giocatori
| Giocatore              | Eliteserien | Eliteserien | Eliteserien | Eliteserien | Norgesmesterskapet | Norgesmesterskapet | Norgesmesterskapet | Norgesmesterskapet | Coppe europee | Coppe europee | Coppe europee | Coppe europee | Altre coppe | Altre coppe | Altre coppe | Altre coppe | Totale   | Totale | Totale      | Totale     |
| Giocatore              | Presenze    | Reti        | Ammonizioni | Espulsioni  | Presenze           | Reti               | Ammonizioni        | Espulsioni         | Presenze      | Reti          | Ammonizioni   | Espulsioni    | Presenze    | Reti        | Ammonizioni | Espulsioni  | Presenze | Reti   | Ammonizioni | Espulsioni |
| ---------------------- | ----------- | ----------- | ----------- | ----------- | ------------------ | ------------------ | ------------------ | ------------------ | ------------- | ------------- | ------------- | ------------- | ----------- | ----------- | ----------- | ----------- | -------- | ------ | ----------- | ---------- |
| A. Askar               | 27          | 2           | 6           | 0           | 6                  | 1                  | 2                  | 0                  |               |               |               |               |             |             |             |             | 33       | 3      | 8           | 0          |
| H. Bellaïd             | 7           | 0           | 2           | 0           | 2                  | 0                  | 0                  | 0                  |               |               |               |               |             |             |             |             | 9        | 0      | 2           | 0          |
| K. Berge               | 15          | 0           | 1           | 0           | 5                  | 0                  | 0                  | 0                  |               |               |               |               |             |             |             |             | 20       | 0      | 1           | 0          |
| A. Bjørnvåg            | 0           | 0           | 0           | 0           | 0                  | 0                  | 0                  | 0                  |               |               |               |               |             |             |             |             | 0        | 0      | 0           | 0          |
| T. Breive              | 7           | 0           | 0           | 0           | 2                  | 1                  | 0                  | 0                  |               |               |               |               |             |             |             |             | 9        | 1      | 0           | 0          |
| S. Brenne              | 9           | 0           | 0           | 0           | 3                  | 0                  | 0                  | 0                  |               |               |               |               |             |             |             |             | 12       | 0      | 0           | 0          |
| S. Ernemann            | 28          | 3           | 6           | 0           | 5                  | 0                  | 0                  | 0                  |               |               |               |               |             |             |             |             | 33       | 3      | 6           | 0          |
| O. Feldballe           | 7           | 0           | 0           | 0           | 1                  | 0                  | 0                  | 0                  |               |               |               |               |             |             |             |             | 8        | 0      | 0           | 0          |
| A. Groven              | 11          | 1           | 3           | 0           | 2                  | 0                  | 0                  | 0                  |               |               |               |               |             |             |             |             | 13       | 1      | 3           | 0          |
| M. Hart                | 2           | 0           | 0           | 0           | 0                  | 0                  | 0                  | 0                  |               |               |               |               |             |             |             |             | 2        | 0      | 0           | 0          |
| O. Heieren Hansen      | 26          | 3           | 2           | 0           | 3                  | 0                  | 1                  | 0                  |               |               |               |               |             |             |             |             | 29       | 3      | 3           | 0          |
| T. Heintz              | 0           | 0           | 0           | 0           | 0                  | 0                  | 0                  | 0                  |               |               |               |               |             |             |             |             | 0        | 0      | 0           | 0          |
| L. Heinze              | 3           | -8          | 0           | 0           | 1                  | -1                 | 0                  | 0                  |               |               |               |               |             |             |             |             | 4        | -9     | 0           | 0          |
| T. Herskedal Torgersen | 0           | 0           | 0           | 0           | 0                  | 0                  | 0                  | 0                  |               |               |               |               |             |             |             |             | 0        | 0      | 0           | 0          |
| L. Kalludra            | 14          | 1           | 0           | 0           | 4                  | 1                  | 0                  | 0                  |               |               |               |               |             |             |             |             | 18       | 2      | 0           | 0          |
| D. Kerr                | 23          | -34         | 2           | 0           | 2                  | -3                 | 0                  | 0                  |               |               |               |               |             |             |             |             | 25       | -37    | 2           | 0          |
| P. Kovács              | 10          | 1           | 1           | 0           | 2                  | 0                  | 0                  | 0                  |               |               |               |               |             |             |             |             | 12       | 1      | 1           | 0          |
| V. Kristiansen         | 0           | -0          | 0           | 0           | 0                  | -0                 | 0                  | 0                  |               |               |               |               |             |             |             |             | 0        | 0      | 0           | 0          |
| C. Kronberg            | 25          | 0           | 3           | 0           | 6                  | 0                  | 0                  | 0                  |               |               |               |               |             |             |             |             | 31       | 0      | 3           | 0          |
| B. Maguire             | 3           | 1           | 0           | 0           | 1                  | 0                  | 0                  | 0                  |               |               |               |               |             |             |             |             | 4        | 1      | 0           | 0          |
| A. Mbedule             | 2           | 0           | 0           | 0           | 0                  | 0                  | 0                  | 0                  |               |               |               |               |             |             |             |             | 2        | 0      | 0           | 0          |
| P. Mortensen           | 10          | 3           | 0           | 0           | 3                  | 3                  | 0                  | 0                  |               |               |               |               |             |             |             |             | 13       | 6      | 0           | 0          |
| A. Nordvik             | 26          | 3           | 3           | 0           | 5                  | 0                  | 0                  | 0                  |               |               |               |               |             |             |             |             | 31       | 3      | 3           | 0          |
| O. Øby                 | 5           | 0           | 1           | 0           | 4                  | 0                  | 0                  | 0                  |               |               |               |               |             |             |             |             | 9        | 0      | 1           | 0          |
| H. Ojamaa              | 10          | 0           | 1           | 0           | 4                  | 2                  | 0                  | 0                  |               |               |               |               |             |             |             |             | 14       | 2      | 1           | 0          |
| K. Qaka                | 12          | 0           | 0           | 0           | 4                  | 1                  | 0                  | 0                  |               |               |               |               |             |             |             |             | 16       | 1      | 0           | 0          |
| B. Rahhaoui            | 0           | 0           | 0           | 0           | 0                  | 0                  | 0                  | 0                  |               |               |               |               |             |             |             |             | 0        | 0      | 0           | 0          |
| S. Rosted              | 1           | 0           | 0           | 0           | 0                  | 0                  | 0                  | 0                  |               |               |               |               |             |             |             |             | 1        | 0      | 0           | 0          |
| M. Stige               | 0           | -0          | 0           | 0           | 0                  | -0                 | 0                  | 0                  |               |               |               |               |             |             |             |             | 0        | 0      | 0           | 0          |
| J. Thomassen           | 5           | 0           | 0           | 0           | 2                  | 0                  | 0                  | 0                  |               |               |               |               |             |             |             |             | 7        | 0      | 0           | 0          |
| M. Thømt Jensen        | 17          | 1           | 2           | 0           | 4                  | 0                  | 0                  | 0                  |               |               |               |               |             |             |             |             | 21       | 1      | 2           | 0          |
| K. Tokstad             | 26          | 3           | 1           | 0           | 6                  | 0                  | 0                  | 0                  |               |               |               |               |             |             |             |             | 32       | 3      | 1           | 0          |
| A. Trondsen            | 24          | 1           | 7           | 0           | 5                  | 1                  | 2                  | 0                  |               |               |               |               |             |             |             |             | 29       | 2      | 9           | 0          |
| O. Ugwuadu             | 7           | 2           | 2           | 0           | 1                  | 0                  | 0                  | 0                  |               |               |               |               |             |             |             |             | 8        | 2      | 2           | 0          |
| Q. Westberg            | 4           | -7          | 0           | 0           | 4                  | -0                 | 0                  | 0                  |               |               |               |               |             |             |             |             | 8        | -7     | 0           | 0          |
| M. Wiig                | 20          | 5           | 1           | 0           | 3                  | 0                  | 0                  | 0                  |               |               |               |               |             |             |             |             | 23       | 5      | 1           | 0          |
| B. Zajić               | 28          | 6           | 1           | 0           | 6                  | 2                  | 1                  | 0                  |               |               |               |               |             |             |             |             | 34       | 8      | 2           | 0          |